# Даніель Морейра
Даніель Морейра (фр. Daniel Moreira, нар. 8 серпня 1977, Мобеж) — французький футболіст, що грав на позиції нападника. Найбільш відомий виступами за клуб «Ланс», а також у складі національної збірної Франції. Володар Кубка французької ліги.

## Клубна кар'єра
У професійному футболі Даніель Морейра дебютував 1995 року виступами за команду «Валансьєнн», в якій грав до 1996 року, взявши участь у 7 матчах чемпіонату. Протягом 1996—1998 років Морейра захищав кольори клубу «Генгам».
У 1998 році Даніель Морейра став гравцем клубу «Ланс», у складі якого грав до 2004 року. У складі команди Морейра став одним із основних гравців атакувальної ланки команди, зігравши в складі «Ланса» 184 матчі, в яких відзначився 38 забитими м'ячами. У 1999 році футболіст у складі команди здобув титул володаря Кубка французької ліги.
У 2004 році Морейра перейшов до складу клубу «Тулуза», після чого в 2006 році перейшов до клубу «Ренн». У 2008 році керівництво клубу віддало Морейру в оренду до клубу «Гренобль». Завершив ігрову кар'єру Даніель Морейра в команді «Булонь», за яку виступав протягом 2009—2011 років.

## Виступи за збірні
У 1997 році Даніель Морейра грав у складі юнацької збірної Франції віком гравців до 20 років.
У 2002 році Морейра дебютував у складі національної збірної Франції, грав у її складі до 2004 року, загалом провів у її складі 3 матчі, в яких забитими м'ячами не відзначився.
| Дата       | Місто    | Господарі | Результат | Гості     | Турнір            | Голи | Примітки |
| ---------- | -------- | --------- | --------- | --------- | ----------------- | ---- | -------- |
| 20-11-2002 | Сен-Дені | Франція   | 3 – 0     | Югославія | товариський матч  | -    | 75'      |
| 30-4-2003  | Сен-Дені | Франція   | 5 – 0     | Єгипет    | товариський матч  | -    | 70'      |
| 13-10-2004 | Нікосія  | Кіпр      | 0 – 2     | Франція   | Відбір до ЧС 2006 | -    | 46'      |
| Усього     |          | Матчів    | 3         |           | Голів             | 0    |          |

## Титули і досягнення
- Володар Кубка французької ліги (1):

«Ланс»: 1998–1999